# 平壤神社
平壤神社，是日本殖民時代設在朝鮮平安南道平壤府慶上町的神社。社格是國幣小社。
主祭神是天照大御神和國魂大神。

## 歴史
1913年（大正2年）1月1日行鎮座祭，1916年（大正5年）5月4日神社正式成立。1945年8月15日日本宣佈無條件投降後神社被燒燬，重建後再次廢社。神社最重要的祭祀是在每年的10月2日。
鎮座地南靖的小高丘稱牡丹峰，後成為平壤景點，並重建為公園，並樹立起金日成的銅像。